# Je suis le seigneur du château
Pour plus de détails, voir Fiche technique et Distribution.
Je suis le seigneur du château est un film français réalisé par Régis Wargnier, sorti en 1989. Il est adapté du roman éponyme en traduction française de 1972 (en VO : I’m the King of the Castle, 1970) de Susan Hill.

## Synopsis
1954, Bretagne. Thomas Bréaud, un jeune garçon de 10 ans, assiste à la mort de sa mère.
Après la mort de sa femme, Jean Bréaud décide d'engager une gouvernante, Mme Vernet, pour s'occuper de son fils Thomas. Mme Vernet, dont le mari a été porté disparu pendant la guerre d'Indochine, a un fils, Charles, du même âge que Thomas. Dans le château des Bréaud, alors que la rencontre entre les parents est courtoise, des rapports inquiétants s'installent tout de suite entre les deux enfants : Thomas, garçon blond, froid et taciturne, cherche à effrayer Charles, garçon déjà très sensible. Alors que la tension monte entre les deux enfants, leurs parents sont attirés l'un par l'autre.
Malgré les efforts de chacun, et l'amour des parents, Charles, traumatisé par l'absence de son père mort en Indochine, décide de le rejoindre et, dans une course désespérée qui clôt le film, s'en va vers la mer.

## Fiche technique
- Titre : Je suis le seigneur du château
- Réalisateur : Régis Wargnier
- Scénariste : Régis Wargnier et Alain Le Henry, librement adapté du roman éponyme (en VO : I’m the King of the Castle) de Susan Hill
- Décors et direction artistique : Jean-Jacques Caziot
- Montage : Geneviève Winding
- Costumes : Élisabeth Tavernier
- Société de Distribution : LCJ Éditions et Productions
- Durée : 90 minutes
- Date de sortie : 22 février 1989

### Musique
Extraits des œuvres de Sergueï Prokofiev : 
- Roméo et Juliette
- Cendrillon
- Symphonies numéros 2 et 7
- Alexandre Nevski
- Ivan le Terrible
- Lieutenant Kijé.

## Distribution
- Jean Rochefort : Jean Bréaud
- Dominique Blanc : Madame Vernet
- Régis Arpin : Thomas Bréaud
- David Behar : Charles Vernet
- Pascale Le Goff : l'accouchée
- Frederic Renno : le docteur

## Édition
En 2003, les éditions 2good sortent le film en DVD en duo avec La Femme de ma vie dans une édition collector agrémentée de bonus.

## Autour du film
Le film a été tourné au château de Beaumanoir, dans le département des Côtes-d'Armor, sur la commune du Leslay ainsi qu'à Gourin (56).
On y voit aussi des paysages naturels de la région de Huelgoat ainsi que la ville de Morlaix (le viaduc et les petites rues autour de l'église Saint-Melaine). Le film a été tourné quelques mois seulement après la grande tempête de 1987 dont les ravages sont clairement visibles.